# Acústica musical
A acústica musical é um campo multidisciplinar que combina conhecimentos da física, psicoacústica, organologia (classificação dos instrumentos), fisiologia, teoria musical, etnomusicologia, processamento de sinais e construção de instrumentos, dentre outras disciplinas. Como ramo da acústica, inclui pesquisas e descrições de aspectos da física verificados na música. Suas áreas de estudo são o funcionamento dos instrumentos musicais, a voz humana (na fala e do canto ), a análise e síntese sonoras utilizando ferramentas analógicas e digitais.
O pioneiro da acústica musical, na era moderna, foi Hermann von Helmholtz, um polímata alemão do século 19 que foi um influente médico, físico, fisiologista, músico, matemático e filósofo. Seu livro On the Sensations of Tone as a Physiological Basis for the Theory of Music é um compêndio revolucionário de vários estudos e abordagens que forneceram uma perspectiva totalmente nova para a teoria musical, performance musical, psicologia da música e comportamento físico dos instrumentos musicais .

## Métodos e campos de estudo
- A mecânica e a modelagem física dos instrumentos musicais
- Análise de Fourier
- Análise computacional da estrutura musical
- Síntese de sons musicais
- Modelos quantitativos da percepção de sons, com base na psicofísica (também conhecida como psicoacústica )

## Aspectos físicos

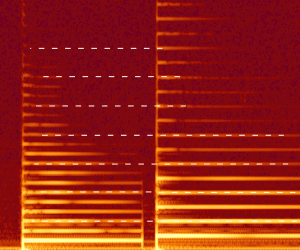
Um espectrograma de um violino tocando uma nota e, em seguida, uma quinta justa acima dela. Os parciais compartilhados são destacados por traços brancos. O espectrogrma é um tipo de representação de sinais sonoros, que inclui a frequência no eixo vertical (em escala de intensidades de cor ou de tons de cinza) e o tempo no eixo horizontal

Quando dois sons diferentes são tocados simultaneamente, suas ondas sonoras se somam, dando origem a onda sonora resultante. Uma onda sonora complexa pode ser decomposta , a cada pequeno intervalo de tempo, em ondas senoidais de determinadas frequências e amplitudes apropriadas (podendo ser representada por um espectro de frequência ). Em humanos, o sistema auditivo (composto pelos ouvidos e cérebro ) pode efetuar , até certo ponto, esta decomposição sonora. Isso se dá porque a orelha interna contém uma estrutura mecânica e nervosa especializada, o órgão de Corti, que propicia a vibração em faizas de frequência.
Quando o som é perfeitamente periódico, ou seja, o sinal se repete de tempos em tempos (a cada período, T), ele será formado por um conjunto específico de ondas senoidais (tons puros) que possuem frequências exatamente múltiplas da frequência fundamental. E esta frequência, por definição, é o inverso do período deste sinal (1/T).  Ela consiste na frequência fundamental (primeiro harmônico) e cada frequência múltipla adicional será mais um parcial, sendo que todos os parciais formam a série harmônica. A representação gráfica e numérica dos parciais de uma onda é denominado de espectro sonoro. Os parciais superiores à fundamental ou à frequência mais baixa são também chamados de sobretons (overtones, em inglês). Os instrumentos de sopro, a voz humana e as cordas - com exceção do piano - produzem sons que são quase perfeitamente periódicos, possuindo assim uma estrutura de série harmônica. A maioria dos instrumentos de percussão produzem sons que contém parciais não-harmônicos, como os sinos, gongos, pratos, tambores, etc. No caso do piano, verifica-se uma pequena, mas consistente inarmonicidade no parciais, devido ao fato das cordas serem consideravelmente rígidas e estarem submetidas a altas forças de tração.

## Aspectos subjetivos
As variações na pressão do ar que atingem o tímpano e os subsequentes processos físicos e neurológicos que ocorrem, dão origem à experiência subjetiva chamada de som . A maioria dos sons que as pessoas reconhecem como musicais é dominada por vibrações periódicas ou regulares, em vez de não periódicas; ou seja, os sons musicais geralmente têm um tom definido . A transmissão dessas variações pelo ar se dá por meio de onda sonora. Em um caso muito simples, o som de uma onda senoidal, que é considerado o modelo mais básico de uma forma de onda sonora, faz com que a pressão do ar aumente e diminua de maneira regular e é ouvido como um tom puro. Tons praticamente puros, formados por um único parcial, podem ser produzidos por diapasões ou assobios . A taxa na qual a pressão do ar oscila é a frequência do tom, que é medida em oscilações por segundo, chamada de hertz . A frequência é o principal determinante do tom percebido.

## Extensões sonoras típicas dos instrumentos musicais
Predefinição:Vocal and instrumental pitch ranges

## Harmônicos, parciais e sobretons

Conjunto de modos harmônicos

A fundamental é a frequência com que a onda complexa vibra. Os sobretons são os componentes senoidais presentes em frequências acima da fundamental. Todos os componentes de frequência que constituem a onda total, incluindo a fundamental e os sobretons, são chamados de parciais . Juntos, eles formam a série harmônica .
A frequência fundamental é considerada o primeiro harmônico e a primeira parcial. A numeração dos parciais e harmônicos é geralmente a mesma; a segunda parcial é o segundo harmônico, etc. Mas se houver parciais inarmônicos, a numeração não coincide mais. Os sobretons são numerados conforme aparecem acima do fundamental. Então, estritamente falando, o primeiro sobretom é a segunda parcial (e geralmente o segundo harmônico). Como isso pode resultar em confusão, apenas os harmônicos são geralmente referidos por seus números, e os sobretons e parciais são descritos por suas relações com esses harmônicos.

## Harmônicas e não linearidades

Uma forma de onda simétrica e assimétrica. A onda vermelha (superior) contém apenas os harmônicos fundamentais e ímpares; a onda verde (inferior) contém os harmônicos fundamentais e pares

Quando uma onda periódica é composta por harmônicos que sejam todos ímpares (f, 3f, 5f, 7f, ...), a onda somada é meia onda simétrica ; ele pode ser invertido e deslocado de fase e ser exatamente o mesmo. Se a onda tiver quaisquer harmônicos pares (0f, 2f, 4f, 6f, ...), ela é assimétrica; a metade superior não é uma imagem espelhada da inferior.
Por outro lado, um sistema que muda a forma da onda (além de uma simples escala ou mudança) cria harmônicos adicionais ( distorção harmônica ). Isso é chamado de sistema não linear . Se afeta a onda simetricamente, os harmônicos produzidos são todos ímpares. Se afetar os harmônicos de forma assimétrica, pelo menos um harmônico par é produzido (e provavelmente também harmônicos ímpares).

## Harmonia
Se duas notas são tocadas simultaneamente, com razões de frequência que são frações simples (por exemplo, 2/1, 3/2 ou 5/4), a onda composta ainda é periódica, com um curto período - e a combinação soa consoante . Por exemplo, uma nota vibrando em 200 Hz e uma nota vibrando em 300 Hz (um quinto perfeito, ou razão 3/2, acima de 200 Hz) somados para formar uma onda que se repete em 100 Hz: a cada 1/100 de segundo, o 300 A onda Hz se repete três vezes e os 200 A onda Hz se repete duas vezes. Observe que a onda total se repete em 100 Hz, mas não há 100 reais Componente sinusoidal Hz.
Além disso, as duas notas têm muitas parciais iguais. Por exemplo, uma nota com uma frequência fundamental de 200 Hz tem harmônicos em: : (200,) 400, 600, 800, 1000, 1200, ...
Uma nota com frequência fundamental de 300 Hz tem harmônicos em: : (300,) 600, 900, 1200, 1500, ... As duas notas compartilham harmônicos em 600 e 1200 Hz, e mais coincidem mais adiante na série.
A combinação de ondas compostas com frequências fundamentais curtas e parciais compartilhados ou intimamente relacionados é o que causa a sensação de harmonia. Quando duas frequências estão próximas de uma fração simples, mas não exatas, a onda composta faz um ciclo lento o suficiente para ouvir o cancelamento das ondas como uma pulsação constante em vez de um tom. Isso é chamado de espancamento e é considerado desagradável ou dissonante .
A frequência de batida é calculada como a diferença entre as frequências das duas notas. Para o exemplo acima, | 200 Hz - 300 Hz | = 100 Hz. Como outro exemplo, uma combinação de 3425 Hz e 3426 Hz iria bater uma vez por segundo (| 3425 Hz - 3426 Hz | = 1 Hz). Isso decorre da teoria da modulação .
A diferença entre consonância e dissonância não está claramente definida, mas quanto mais alta a frequência de batimento, mais provável é que o intervalo seja dissonante. Helmholtz propôs que a dissonância máxima surgisse entre dois tons puros quando a taxa de batimento fosse de aproximadamente 35 Hz. 

## Escalas
O material de uma composição musical é geralmente retirado de uma coleção de tons conhecida como escala . Como a maioria das pessoas não consegue determinar adequadamente as frequências absolutas, a identidade de uma escala está nas proporções das frequências entre seus tons (conhecidas como intervalos ).
A escala diatônica aparece na escrita ao longo da história, consistindo de sete tons em cada oitava . Em apenas entonação, a escala diatônica pode ser facilmente construída usando os três intervalos mais simples dentro da oitava, a quinta perfeita (3/2), a quarta perfeita (4/3) e a terça maior (5/4). Como as formas da quinta e da terceira estão naturalmente presentes na série harmônica dos ressonadores harmônicos, este é um processo muito simples.
A tabela a seguir mostra as relações entre as frequências de todas as notas da escala apenas maior e a frequência fixa da primeira nota da escala.
| C | D   | E   | F   | G   | A   | B    | C |
| - | --- | --- | --- | --- | --- | ---- | - |
| 1 | 9/8 | 5/4 | 4/3 | 3/2 | 5/3 | 15/8 | 2 |

Existem outras escalas disponíveis apenas por entonação, por exemplo, a escala menor . Escalas que não aderem apenas à entonação e, ao invés, têm seus intervalos ajustados para atender a outras necessidades são chamadas de temperamentos, dos quais o temperamento igual é o mais utilizado. Os temperamentos, embora obscureçam a pureza acústica de intervalos justos, muitas vezes têm propriedades desejáveis, como um círculo fechado de quintas .